# Luis Felipe Laverde
Luis Felipe Laverde Jimenez (ur. 6 lipca 1979 w Urrao) – kolumbijski kolarz szosowy.
W zawodowym peletonie ściga się od 2002 roku. Największymi sukcesami kolarza są dwa etapowe zwycięstwa w Giro d’Italia.

## Najważniejsze zwycięstwa i sukcesy
- 2003
  - etap Settimana Ciclistica Lombarda
- 2006
  - 14 etap w Giro d’Italia
- 2007
  - 1. GP Nobili Rubinetterie
  - 6 etap w Giro d’Italia